# 彭素民

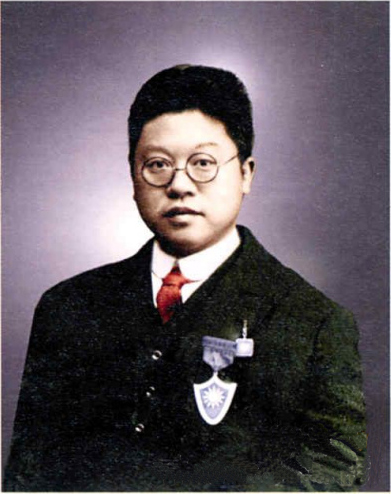

彭素民（1885年—1924年8月3日），原名学干，字自珍，江西省清江县（今樟树市）人。中国民主革命家。

## 生平
彭素民14岁成为生员，后来入江西省立经训书院。1904年，彭素民19岁时入南京两江师范学堂，率先剪去辫子并参加华兴会。1905年春，彭素民赴日本。同年8月，中国同盟会成立，彭素民成为首批中国同盟会会员。1907年8月，彭素民同焦达峰、张百祥、邓文翚等人在东京成立共进会，彭素民任文牍部部长。
1908年，彭素民奉派归国，主持江西省的党务及军事工作，策动驻南昌的新军五十四标参加革命，约10个月后事泄，五十四标遭到清洗，彭素民遭追捕，逃往峡江。1909年，江西陆军测绘学校招生，彭素民化名“彭健”应试入学，在校学习一年多，发展校内革命力量。
辛亥革命爆发后，南昌城内的测绘学校和陆军小学堂的学生配合攻城的起义部队打开城门，光复南昌。1912年孙中山就任中华民国临时大总统，彭素民任总统府秘书。孙中山辞去临时大总统职务后，彭素民转任江西同盟会机关报《晨钟报》主笔。1914年，彭素民帮孙中山组织中华革命党。同年，他回到上海，秘密从事讨伐袁世凯的活动。1923年1月，任中国国民党中央总务部部长，帮助孙中山改组中国国民党。1924年1月，中国国民党第一次全国代表大会在广州召开，彭素民当选中央候补执行委员。中国国民党一届一中全会上，彭素民当选中央常委。任中国国民党中央常委兼农民部长期间，彭素民任命彭湃为农民部秘书。他还创办广州农民运动讲习所，并任命彭湃为该所首任主任。1924年，彭素民以中国国民党中央常务委员的身份代理中国国民党中央宣传部部长，创办了中央通讯社；他还是黄埔军校入学试验委员会9名委员。
1924年8月3日，彭素民在广州博爱医院病逝，享年40岁。 